# You Raise Me Up
«You Raise Me Up» (с англ. — «Ты вознесешь меня») — песня ирландско-норвежского дуэта Secret Garden. Музыку написал Рольф Лёвлэнд, а слова сочинил Брендан Грэхам. Песню пригласили исполнить известного вокалиста Брайана Кеннеди. Сначала песне не удалось завоевать какой-либо популярности и она ненадолго появилась в британском чарте.
Популярность к песне пришла лишь после того как её перепел американский певец и актёр Джош Гробан, который в 2003 году стал продвигать песню на американском музыкальном рынке и его версия стала хитом в США. Ирландский бой-бэнд Westlife перепел песню двумя годами позже и продвигал её на британском музыкальном рынке.
В некоторых церквях песня You Raise Me Up исполняется в качестве гимна.

## История создания
Изначально песня была написана как инструментальный отрывок под названием «Безмолвная история». Части мелодии (особенно начальная строка припева) напоминают традиционный ирландский мотив Londonderry Air, который наиболее известен как мотив песни Danny Boy написанной в 1910 году. Написать слова к своей мелодии Лёвлэнд попросил ирландского поэта-песенника Брендана Грэхама.
В самый первый раз песню исполнили на похоронах матери Лёвлэнда. Уже тогда он отметил, что в песне есть что-то объединяющее людей, усиливающее их эмоции.
Песню включили в альбом Once in a Red Moon, с вокалом ирландского певца Брайана Кеннеди (Видео на YouTube). Альбом хорошо продавался как в Ирландии, так и в Норвегии. Первоначально Брайан Кеннеди должен был участвовать в азиатском туре Secret Garden в 2002 году, но Curb Records не смог прийти к соглашению с Universal. В туре его заменил норвежский певец Ян Вернер Даниэльсен, который позже также записал песню вместе с Secret Garden. Демоверсия этой записи в 2010 году вошла в посмертный альбом Даниэльсена One More Time-The Very Best of, который включал в себя несколько ранее неопубликованных записей.

## Кавер-версии
Хотя оригинальная версия и не вошла в международные чарты, песня имеет более 125 кавер-версий.
В 2004 году песня была исполнена более 500 000 раз на американском радио. В конце 2005 года у неё было более 80 версий, доступных только в США, и она была номинирована на Gospel Music Awards четыре раза, в том числе в категории «Песня года.»
21 сентября 2006 года " You Raise Me Up " стала первой песней, продавшей более 76 000 копий партитуры на популярном музыкальном сайте musicnotes.com.
2003
- Наиболее успешная кавер-версия принадлежит Джошу Гробану (#73 в общеамериканском чарте и #1 в ‘’US Adult Contemporary’’ чарте[1]). Вышла в виде сингла, а также была включена в альбом Closer Видео на YouTube,
- Версия Даниела О’Доннела (#22 в британском чарте) Видео на YouTube,

2004
- Версия христианской группы Selah (#1 в христианском чарте журнала Billboard), была включена в качестве заглавного трека в альбом Hiding Place, также номинирована на «GMA Dove Award» Видео на YouTube,

2005
- Версия группы Westlife (#1 в британском чарте). Вышла в качестве сингла и была включена в качестве заглавного трека в альбом Face to Face Видео на YouTube,
- Брайан Кеннеди перевыпустил свою версию в виде сингла в память об ирландском футболисте Джордже Бесте, которую исполнил на его похоронах. (#4 в британском чарте) Видео на YouTube,
- Версия ирландской группы Celtic Woman использована в качестве заглавной темы для японского сериала Byakkotai Видео на YouTube,

2006
- Шведская версия «Rör vid min själ» в исполнении Санны Нильсен сначала вышла в виде сингла[9], а затем вошла в качестве заглавного трека в её альбом Nära mej, nära dej[10] Видео на YouTube,
- Испанская версия «Por Ti Seré» в исполнении международного квартета исполнителей с оперными голосами Il Divo была включена в их альбом Siempre,

2007
- Японская версия в исполнении южно-корейской певицы Lena Park использована как заглавная тема в аниме-сериале Romeo × Juliet Видео на YouTube,

2010
- Версия Уэсли Кляйна была выпущена в виде сингла (#4 в голландском чарте) Видео на YouTube.

## Рецензии
Обозреватели портала Snippets подметили, что эта песня первоначально была исполнена христианской группой Selah, и уже тогда она была запоминающейся, но Гробан сделал песню своей.